# مجمع ناشران انقلاب اسلامی
مجمع ناشران انقلاب اسلامی در اسفند ۱۳۸۹با هدف ایجاد انسجام، وحدت رویه، هم‌افزایی و برنامه‌ریزی مشترک میان ناشران هم‌سو با سیاست‌های جبهۀ فرهنگی انقلاب اسلامی تأسیس شد. این مجمع از زمان تأسیس خود سعی کرده است با استفادۀ بهینه از تمام ظرفیت‌های ناشران جبهۀ فرهنگی انقلاب و امکانات سراسر کشور در جهت ترویج کتاب و کتاب‌خوانی فعالیت کند.
هم‌افزایی و همکاری بین ناشران و اهالی فرهنگ نیز یکی دیگر از موضوعات مدنظر مجمع ناشران بوده است. مجمع ناشران به‌عنوان یک ستاد سازمان‌دهنده و قرارگاه فرهنگی، با کمک عناصر مرتبط با خود سعی کرده است در موضوعات مهم و راهبردی، خلأهای موجود محتوایی را پر کند و در همین راستا، ده‌ها نشست تخصصی با موضوعات مختلف برگزار کرده است. برگزاری جایزۀ ادبی شهید اندرزگو و جایزۀ جهانی فلسطین از جمله نتایج این همکاری‌هاست.

## اعضای مجمع ناشران انقلاب اسلامی
هیئت امنای مجمع ناشران انقلاب اسلامی طی احکامی علی‌اکبر تورانیان، محمد حسنی، حسین سعیدی، حمید خلیلی، مصطفی زمانی، محمدصالح طیب‌نیا و میثم نیلی را به عنوان اعضای هیئت مدیره مجمع ناشران منصوب کرد. میثم نیلی مدیرعامل و مصطفی زمانی رئیس هیئت مدیرۀ مجمع ناشران است.
در مجمع ناشران انقلاب اسلامی سیصد ناشر عضو هستند. ناشرانی چون، انتشارات قدیانی، امیرکبیر، سوره مهر، بوستان کتاب، به‌نشر، نشر شاهد، سروش، انتشارات مرکز اسناد، نشر شهر و انتشارات پژوهشگاه و فرهنگ اندیشه اسلامی، کتابستان معرفت، نشر معارف، اطلاعات، دارالکتب، مهرستان، کتاب جمکران و... عضویت دارند.

### ساختار مجمع ناشران
مدیران مجمع ناشران همواره از بین جوانان انتخاب شده‌اند. مدیران این مجمع عبارتند از: میثم نیلی مدیرعامل، مهدی سلیمانی قائم‌مقام، مهدی فراشی معاون تشکیلات و ارتباطات، محمود عظیمی‌پور مدیر سامانه کارشناسی، احسان عسگری مدیر مرکز رسانه‌ای شیرازه، عماد قمی مدیر نرم افزاری، مختار حداد مدیر بین الملل و روح الله قاضوی مدیر ترنجستان.

#### مرکز رسانه‌ای شیرازه
مرکز رسانه‌ای شیرازه وابسته به مجمع ناشران انقلاب اسلامی است و با هدف تبلیغ و ترویج کتاب تأسیس شده است و پویش‌های مطالعاتی مختلفی را در سطح ملی برگزار کرده است.  مرکز رسانه‌ای شیرازه از سال 93 تا امروز حدود ۴۰ پویش بزرگ ملی را با همکاری 24 ناشر برای مخاطبان مختلف برگزار کرده است که مجموعاً حدود 1میلیون و 750 هزار نسخه کتاب توسط مردم خریداری شده است.
این مجمع مجله «شیرازه کتاب» را منتشر می‌کند.